# Jorge Cauas
Jorge Elías Cauas Lama (San Felipe, 13 de agosto de 1934-22 de diciembre de 2023) fue un ingeniero, economista, académico, investigador, consultor y político chileno, así como ministro de Hacienda durante la dictadura militar encabezada por el general Augusto Pinochet, entre 1974 y 1976.

## Estudios y vida profesional
Hijo de un inmigrante palestino nacido en Belén, realizó sus estudios en el Instituto Nacional General José Miguel Carrera de Santiago. En 1958 se graduó como ingeniero civil de la Universidad de Chile. Tres años más tarde concluyó un Master of Arts en economía en la Universidad de Columbia, en los Estados Unidos, gracias a una beca Fulbright.
Fue militante de la Democracia Cristiana (DC) durante muchos años y figura importante de los cuadros técnicos en el gobierno del presidente Eduardo Frei Montalva (1964-1970).
Fue nombrado vicepresidente ejecutivo del Banco Central de Chile por primera vez entre 1967 y 1970, cargo que volvería a tomar hacia el año 1974.
Entre 1972 y 1974 fue director del Centro de Investigaciones para el Desarrollo del Banco Mundial, por lo que vivió durante ese período en Washington D. C., Estados Unidos.
En una carta dirigida a Patricio Aylwin el 10 de julio de 1974, entonces presidente del Partido Demócrata Cristiano, expresa su renuncia en vista de que había aceptado el cargo de ministro de Hacienda ofrecido por la Junta Militar de Gobierno, siendo esta aceptada por Aylwin el día siguiente.

## Responsabilidades gubernamentales en la dictadura militar
Entre mayo y julio de 1974 fue designado vicepresidente ejecutivo del Banco Central de Chile por segunda vez, cargo que dejó para tomar el control, el 11 de julio de ese mismo año, del Ministerio de Hacienda, puesto que desempeñó con amplísimos poderes hasta el 31 de diciembre de 1976 por encargo de Pinochet.
En 1974 implementó el Programa de Recuperación Económica, el cual implicó la aplicación de un plan de shock a través del ordenamiento fiscal y monetario, y la reforma arancelaria tras el gobierno del depuesto presidente Salvador Allende.
Entre el 10 de enero de 1977 y el 7 de marzo de 1978 viajó a los Estados Unidos para asumir como embajador de Chile en ese país. A su regreso se incorporó al grupo empresarial Cruzat-Larraín: entre 1978 y 1983 fue presidente del Banco Santiago, presidente de la Compañía Cervecerías Unidas (CCU), presidente de AFP Provida, entre 1981 y 1983 y, presidente de Entel hasta 1990.
Tras el colapso del Banco Santiago de comienzos de la década de 1980, en octubre de 1984 es designado representante de Augusto Pinochet en la Junta Directiva de la Universidad de Chile.
En abril de 1985 fue designado  representante del general Pinochet en la entidad gubernamental Consejo Monetario.

## Retorno al mundo empresarial
En los años siguientes fue nombrado director del Banco de Crédito e Inversiones, ligado a la familia Yarur. También fue miembro del consejo directivo del Centro de Estudios Públicos (CEP).[cita requerida]
En su calidad de exvicepresidente del Banco Central, fue llamado a integrar la Comisión Encargada de proponer las remuneraciones del presidente, vicepresidente y consejeros del Banco Central desde 1989 hasta el 2010.[cita requerida]